# Уотерс, Тремонт
Тремонт Уотерс (англ. Tremont Waters; род. 10 января 1998, Нью-Хейвен) — пуэрто-риканский и американский профессиональный баскетболист. Играет на позиции разыгрывающего защитника. Был выбран на драфте НБА 2019 года под 51-м номером.

## Профессиональная карьера

### Бостон Селтикс (2019-2021)
20 июня 2019 года Уотерс был выбран на драфте НБА 2019 года под 51-м номером клубом «Бостон Селтикс».
12 июля 2019 года отец Уотерса был найден мёртвым в номере отеля Super 8 в Уэст-Хейвене, штат Коннектикут, в результате очевидного самоубийства. Несмотря на это Уотерс сыграл 32 минуты в матче Летней лиги на следующий день, «Селтикс» уступили «Мемфис Гриззлис», несмотря на 16 очков Уотерса, и выбыли из борьбы за чемпионство в Летней лиге. 25 июля 2019 года «Селтикс» объявили, что подписали с Уотерсом двухсторонний контракт. Уотерс начал сезон за фарм-клуб «Бостона» в Джи-Лиге «Мэн Ред Клоз», а 24 ноября 2019 года Уотерс был переведён в основной состав «Селтикс» в связи с травмой Кембы Уокера. 25 ноября 2019 года Уотерс дебютировал в НБА в матче против «Сакраменто Кингз», набрав 7 очков за почти 20 минут игрового времени. 18 июня 2020 года Уотерс был признан лучшим новичком Джи-Лиги. 23 ноября 2020 года Уотерс переподписал контракт с «Селтикс».

### Висконсин Херд (2021)
27 сентября 2021 года Уотерс подписал контракт с «Милуоки Бакс». Однако перед началом сезона от него отказались. В октябре 2021 года он присоединился к «Висконсин Херд» в качестве аффилированного игрока. В 13 играх он набирал в среднем 17.2 очка при 42.1%/36.4%/71.4% броска, 6.0 передач и 2.7 перехватов за 31.5 минуты за игру.

### Торонто Рэпторс (2021)
22 декабря 2021 года Уотерс подписал 10-дневный контракт с «Торонто Рэпторс».

### Вашингтон Уизардс (2022)
1 января 2022 года Уотерс подписал 10-дневный контракт с «Вашингтон Уизардс» с освобождением от трудных условий.

### Возвращение в «Висконсин Херд» (2022)
После того, как его 10-дневные контракты истекли, Уотерс был вновь приобретен «Висконсин Херд».

## Статистика

### Статистика в НБА
| Сезон                                                                                    | Команда   | Регулярный сезон | Регулярный сезон | Регулярный сезон | Регулярный сезон | Регулярный сезон | Регулярный сезон | Регулярный сезон | Регулярный сезон | Регулярный сезон | Регулярный сезон | Регулярный сезон | Серия плей-офф | Серия плей-офф | Серия плей-офф | Серия плей-офф | Серия плей-офф | Серия плей-офф | Серия плей-офф | Серия плей-офф | Серия плей-офф | Серия плей-офф | Серия плей-офф |
| Сезон                                                                                    | Команда   | GP               | GS               | MPG              | FG%              | 3P%              | FT%              | RPG              | APG              | SPG              | BPG              | PPG              | GP             | GS             | MPG            | FG%            | 3P%            | FT%            | RPG            | APG            | SPG            | BPG            | PPG            |
| ---------------------------------------------------------------------------------------- | --------- | ---------------- | ---------------- | ---------------- | ---------------- | ---------------- | ---------------- | ---------------- | ---------------- | ---------------- | ---------------- | ---------------- | -------------- | -------------- | -------------- | -------------- | -------------- | -------------- | -------------- | -------------- | -------------- | -------------- | -------------- |
| 2019/20                                                                                  | Бостон    | 11               | 1                | 10,8             | 28,6             | 16,7             | 100,0            | 1,1              | 1,5              | 0,9              | 0,2              | 3,6              | 1              | 0              | 2,0            | 0,0            | 0,0            | -              | 1,0            | 1,0            | 0,0            | 0,0            | 0,0            |
| 2020/21                                                                                  | Бостон    | 26               | 3                | 9,2              | 40,5             | 39,5             | 94,1             | 0,8              | 2,4              | 0,6              | 0,0              | 3,8              | 3              | 0              | 2,0            | 25,0           | 0,0            | 66,7           | 0,0            | 0,7            | 0,3            | 0,0            | 1,3            |
| 2021/22                                                                                  | Торонто   | 2                | 0                | 21,0             | 25,0             | 22,2             | -                | 2,0              | 3,5              | 2,0              | 0,0              | 4,0              | Не участвовал  | Не участвовал  | Не участвовал  | Не участвовал  | Не участвовал  | Не участвовал  | Не участвовал  | Не участвовал  | Не участвовал  | Не участвовал  | Не участвовал  |
| 2021/22                                                                                  | Вашингтон | 1                | 0                | 8,0              | 50,0             | -                | -                | 0,0              | 0,0              | 1,0              | 0,0              | 2,0              | Не участвовал  | Не участвовал  | Не участвовал  | Не участвовал  | Не участвовал  | Не участвовал  | Не участвовал  | Не участвовал  | Не участвовал  | Не участвовал  | Не участвовал  |
|                                                                                          | Всего     | 40               | 4                | 10,2             | 35,4             | 29,6             | 96,0             | 0,9              | 2,1              | 0,8              | 0,1              | 3,7              | 4              | 0              | 2,0            | 20,0           | 0,0            | 66,7           | 0,3            | 0,8            | 0,3            | 0,0            | 1,0            |
| Наведите курсор мыши на аббревиатуры в заголовке таблицы, чтобы прочесть их расшифровку. |           |                  |                  |                  |                  |                  |                  |                  |                  |                  |                  |                  |                |                |                |                |                |                |                |                |                |                |                |

### Статистика в Джи-Лиге
| Сезон                                                                                    | Команда          | Регулярный сезон | Регулярный сезон | Регулярный сезон | Регулярный сезон | Регулярный сезон | Регулярный сезон | Регулярный сезон | Регулярный сезон | Регулярный сезон | Регулярный сезон | Регулярный сезон | Серия плей-офф | Серия плей-офф | Серия плей-офф | Серия плей-офф | Серия плей-офф | Серия плей-офф | Серия плей-офф | Серия плей-офф | Серия плей-офф | Серия плей-офф | Серия плей-офф |
| Сезон                                                                                    | Команда          | GP               | GS               | MPG              | FG%              | 3P%              | FT%              | RPG              | APG              | SPG              | BPG              | PPG              | GP             | GS             | MPG            | FG%            | 3P%            | FT%            | RPG            | APG            | SPG            | BPG            | PPG            |
| ---------------------------------------------------------------------------------------- | ---------------- | ---------------- | ---------------- | ---------------- | ---------------- | ---------------- | ---------------- | ---------------- | ---------------- | ---------------- | ---------------- | ---------------- | -------------- | -------------- | -------------- | -------------- | -------------- | -------------- | -------------- | -------------- | -------------- | -------------- | -------------- |
| 2019/20                                                                                  | Мэн Ред Клоз     | 36               | 36               | 33,8             | 42,9             | 35,4             | 78,0             | 3,2              | 7,3              | 2,0              | 0,2              | 18,0             | Не участвовал  | Не участвовал  | Не участвовал  | Не участвовал  | Не участвовал  | Не участвовал  | Не участвовал  | Не участвовал  | Не участвовал  | Не участвовал  | Не участвовал  |
| 2021/22                                                                                  | Висконсин Херд   | 28               | 25               | 32,4             | 41,1             | 35,2             | 68,2             | 2,6              | 6,4              | 2,1              | 0,1              | 16,2             | Не участвовал  | Не участвовал  | Не участвовал  | Не участвовал  | Не участвовал  | Не участвовал  | Не участвовал  | Не участвовал  | Не участвовал  | Не участвовал  | Не участвовал  |
| 2021/22                                                                                  | Саут-Бей Лейкерс | 15               | 0                | 23,3             | 42,0             | 37,3             | 58,3             | 1,9              | 3,9              | 1,5              | 0,1              | 10,4             | Не участвовал  | Не участвовал  | Не участвовал  | Не участвовал  | Не участвовал  | Не участвовал  | Не участвовал  | Не участвовал  | Не участвовал  | Не участвовал  | Не участвовал  |
|                                                                                          | Всего            | 79               | 61               | 31,3             | 42,1             | 35,6             | 73,5             | 2,7              | 6,3              | 1,9              | 0,2              | 15,9             | Не участвовал  | Не участвовал  | Не участвовал  | Не участвовал  | Не участвовал  | Не участвовал  | Не участвовал  | Не участвовал  | Не участвовал  | Не участвовал  | Не участвовал  |
| Наведите курсор мыши на аббревиатуры в заголовке таблицы, чтобы прочесть их расшифровку. |                  |                  |                  |                  |                  |                  |                  |                  |                  |                  |                  |                  |                |                |                |                |                |                |                |                |                |                |                |

### Статистика в NCAA
| Сезон | Команда | Conf  | Class | GP | GS | MPG  | FG%  | 3P%  | FT%  | RPG | APG | SPG | BPG | PPG  |
| --- | ------- | ----- | ----- | -- | -- | ---- | ---- | ---- | ---- | --- | --- | --- | --- | ---- |
| 2017/18 | ЛСЮ     | SEC   | FR    | 33 | 32 | 33,0 | 41,7 | 35,1 | 80,1 | 3,4 | 6,0 | 2,0 | 0,1 | 15,9 |
| 2018/19 | ЛСЮ     | SEC   | SO    | 33 | 29 | 32,4 | 43,0 | 32,7 | 81,3 | 2,8 | 5,8 | 2,9 | 0,1 | 15,3 |
| Всего | Всего   | Всего | Всего | 66 | 61 | 32,7 | 42,3 | 34,0 | 80,7 | 3,1 | 5,9 | 2,5 | 0,1 | 15,6 |
| Наведите курсор мыши на аббревиатуры в заголовке таблицы, чтобы прочесть их расшифровку Статистика приведена с сайта sports-reference.com |         |       |       |    |    |      |      |      |      |     |     |     |     |      |